# Castell'Umberto
Castell'Umberto é uma comuna italiana da região da Sicília, província de Messina, com cerca de 3.562 habitantes. Estende-se por uma área de 11 km², tendo uma densidade populacional de 324 hab/km². Faz fronteira com Naso, San Salvatore di Fitalia, Sinagra, Tortorici, Ucria.

## Demografia
| Variação demográfica do município entre 1861 e 2011                               |
|                                                                                   |
| Fonte: Istituto Nazionale di Statistica (ISTAT) - Elaboração gráfica da Wikipedia |